# Навоюв-Шльонський
Навоюв-Шльонський (пол. Nawojów Śląski) — село в Польщі, у гміні Любань Любанського повіту Нижньосілезького воєводства.
Населення — 338 осіб (2011).
У 1975-1998 роках село належало до Єленьоґурського воєводства.

## Демографія
Демографічна структура станом на 31 березня 2011 року:
|          | Загалом | Допрацездатний вік | Працездатний вік | Постпрацездатний вік |
| -------- | ------- | ------------------ | ---------------- | -------------------- |
| Чоловіки | 174     | 40                 | 124              | 10                   |
| Жінки    | 164     | 33                 | 100              | 31                   |
| Разом    | 338     | 73                 | 224              | 41                   |